# 西斯凱
西斯凱共和國，通稱西斯凱，是一個位於南非東南部的班圖斯坦，為名義上獨立的國家。西斯凱佔地面積7,700平方（3,000平方英里），幾乎完全被當時的開普省所包圍，並在印度洋沿岸擁有一小段海岸線。
根據南非種族隔離政策，在“自治”領土上為黑人留出了土地。西斯凱被指定為科薩人的兩個“家園”（或稱班圖斯坦）之一。恩吉卡科薩人被強行安置在西斯凱，而格卡勒卡科薩人則定居在特蘭斯凱（另一個為科薩人預留的“家園”）。與包括同樣被視為科薩人“家園”的特蘭斯凱在內的其他班圖斯坦不同，儘管西斯凱當局努力創造一種獨特的“西斯凱人”身份，但其被形容為“絕對沒有任何種族、文化或語言的事實基礎”。
與特蘭斯凱相反，西斯凱的領土基本上是連續的、大多為農村地區，以及由世襲的酋長統治；至於特蘭斯凱則由幾塊“保留地”拼湊而成，當中穿插著白人農場。西斯凱有透過選舉當選的首腦、有一個相對受過教育的工人階級民眾，該地區的黑人居民傾向於反對傳統的控制方法，他們經常到東倫敦、昆士敦以及威廉王城工作。這些差異被認為是將西斯凱與特蘭斯凱分開，為科薩人預留兩個獨立“家園”的原因。
在建立西斯凱之後，種族隔離政府將大量黑人從開普省內的白人區域驅逐至西斯凱，特別是“非生產性”的班圖人女性、有撫養子女的人、老年人以及體弱者，而且他們還被視為廉價黑人勞動力的儲備。
在西斯凱存在期間，其經常遷都。最初，茲韋利查作為臨時首都，並認為愛麗絲將成為國家的長期首都。然而，最終卻由比紹成為西斯凱首都，直至其重新併入南非為止。
“西斯凱”這個名稱意為“在凱河的這一側”，與鄰近的班圖斯坦——特蘭斯凱形成對比。

## 歷史

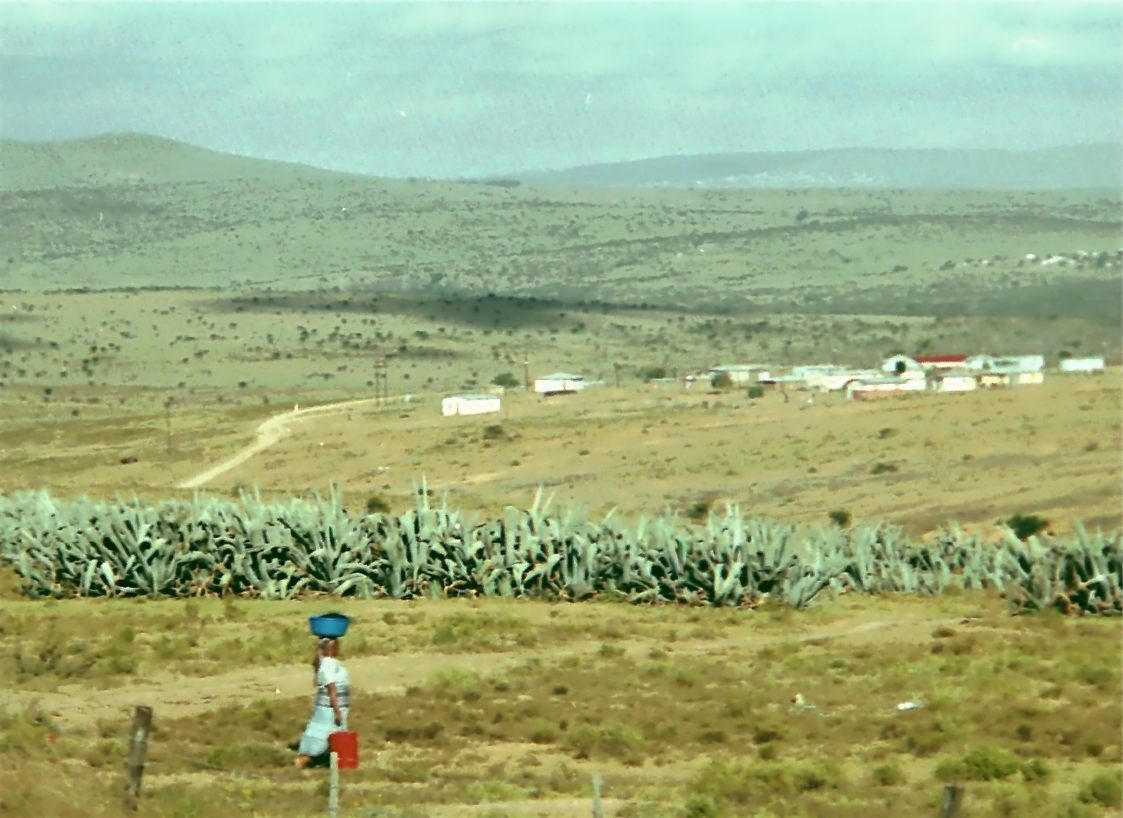
西斯凱的農村地區

西斯凱地圖

1811年，約翰·克拉多克爵士被任命為開普殖民地的總督，當時祖爾草原地區已經陷入混亂，許多白人農民開始放棄他們的農場。在1812年，約翰·格雷厄姆中校根據總督的指示，迫使20,000個科薩人越過魚河。隨後，邊界上豎立了27個軍事哨所，因而建立了駐軍城鎮格拉罕鎮和克拉多克。
在19世紀末，在魚河與凱河之間的英屬卡弗拉里亞地區被劃為預留給班圖人的土地，從此該地被稱為西斯凱。歐洲人將該地區命名為“西斯凱”，以區別於凱河以北地區的“特蘭斯凱”。
1910年，南非聯邦成立後，與其他英國殖民地不同，班圖人對土地的所有權仍然不明確。1913年的《土著土地法》劃定了聯邦的“保留地”，將這些土地出售或出租給歐洲人是非法的（在開普殖民地除外）。赫爾佐格將軍奉行其隔離政策，隨後於1936年通過了《土著信託與土地法》。這一行動廢除了班圖人購買除現有“保留地”之外的土地的權利。
隨著土地的增加或減少，西斯凱地區的邊界亦有所改變。其中一個值得注意的解決方案是解散格倫·格雷區及赫歇爾區，並將其分配給新獨立的特蘭斯凱，而兩區的人口則遷入西斯凱其他地區以保留其南非公民身份（他們之後在西斯凱獨立時失去南非公民身份）。
到20世紀70年代，南非政府決定通過將分配給西斯凱的現有“保留地”合併，以及干預並購買白人的土地，從而使西斯凱的邊界成為一個綜合區域。這種合併減少了西斯凱邊界的總長度，使南非政府更容易透過警察來進行監控，並嘗試為“家園”創造更可行的區域。

### 獨立
1961年，西斯凱成為一個獨立的行政區域，並於1972年在首席大法官馬班德拉與倫諾克斯·塞貝的統治下宣布“自治”。馬班德拉是一個豐古人（在邊境戰爭中與英國結盟的族群），歷史上接受過較好的殖民地教育。拉拉貝人對種族隔離當局的“再分配”政策表示不滿，儘管塞貝後來撒回他的反豐古人言論，但拉拉貝人的立場最終使塞貝在選舉中勝出。
1978年，西斯凱成為塞貝統治下的一黨制國家，在1980年獨立公投後，西斯凱於1981年成為第四個被南非政府宣布為獨立的“家園”，其居民失去南非公民身份。然而，南非與西斯凱之間並沒有設立邊境管制。
在南非的白人地區或農場，黑人被發現沒有許可證，種族隔離當局經常強行將幾代的黑人遷移至西斯凱，他們從鄰近“白人走廊”的“黑人居住點”遷入骯髒的安置營地內。羅德斯大學在1983年的一項研究發現，其中一個營地內有40%的孩子因營養不良而肌肉萎縮，10%的人患有夸休可爾症，而位於康山的另一個營地，50%的孩子在5歲前死亡。除此之外，在安置營地內亦爆發傷寒流行病，而這些營地往往是孤立的，缺乏衛生設施、公共衛生和學校，並遠離城市地區。黑人被迫遷移到西斯凱，造成了“家園”內的人口密度高，這種情況一直持續至今。
西斯凱政府曾經幾次對反對其統治的社區實施集體懲罰，由於政府對反對者進行騷擾以及拒絕提供服務，這使得人們逃離班圖斯坦，並回到南非。
與其他班圖斯坦一樣，國際社會並不承認其獨立性。塞貝曾聲稱以色列已給予西斯凱官方承認，但以色列外交部否認此事。

#### 西斯凱-特蘭斯凱敵對行動與卡特澤行動
作為一個更大、更富裕以及更多人口的實體，特蘭斯凱在1986年及1987年對西斯凱進行了一系列軍事襲擊，並試圖控制西斯凱。其中一次襲擊是對領導人倫諾克斯·塞貝家中的大院進行攻擊，目標明顯是將他當作人質，以迫使兩個班圖斯坦合併。此前，特蘭斯凱曾向倫諾克斯·塞貝的疏遠兄弟查爾斯提供庇護，後者是西斯凱安全部隊的前負責人，他因煽動叛亂而被關押在西斯凱，並綁架了倫諾克斯·塞貝的兒子。表面上，南非政府對此事進行干預，以警告特蘭斯凱政府。然而，真相與和解委員會後來發現一個將特蘭斯凱與西斯凱合併為科薩蘭“家園”的計劃，至於營救在監獄中的查爾斯·塞貝的行動則是由與民事合作局有聯繫的南非安全部隊所策劃的，此舉是為了鞏固開普省東部地區的反非國大陣線，是失敗的卡特澤行動的一部分。

### 政變
1990年，歐帕·古羅佐準將廢除了倫諾克斯·塞貝的總統職務，並將他裁定為獨裁者。在1991年及1992年期間，南非許多種族隔離法律相繼廢除，使“家園”失去繼續存在的法律基礎與理由。非洲人國民大會強烈要求他們重新併入南非。然而，古羅佐以及其他“家園”的領導人對此表示反對。

#### 比紹大屠殺
1992年9月7日，西斯凱防衛軍向一群要求古羅佐下台的非國大黨員開火。在西斯凱首都比紹的體育場外發生大屠殺，造成28人死亡、幾百人受傷。

### 合併
古羅佐拒絕參與多黨談判會議，以達成南非後種族隔離時期的憲法，並威脅要抵制第一次多種族選舉。然而，這情況未有持續下去，1994年3月，西斯凱政府人員因為擔心在後種族隔離時期會失去工作保障與養老金而罷工。隨後警察譁變，使古羅佐於同月22日辭職。過渡執行委員會任命了兩名管理人員來控制“家園”，以確保安全，直至下個月舉行選舉為止。此外，過渡執行委員會還阻止南非政府部署南非警察的準軍事部隊——內部穩定單位，因為該部隊涉嫌煽動南非其他地區的暴力事件；而西斯凱軍隊則威脅稱，如果內部穩定單位進入西斯凱領土，他們就會向其開火。
在種族隔離結束後的第一次選舉之後，西斯凱以及所有其他“家園”於1994年4月27日重新併入南非。與特蘭斯凱一樣，西斯凱亦成為新省份東開普省的一部分，而其首都比紹則成為新省份的首府；自2016年起，原西斯凱部分地區分別成為布法羅大都會自治市、克里斯·哈尼區自治市以及阿馬托勒區自治市的一部分。

## 人口
在1980年進行了人口普查，西斯凱有1,072,353名居民（其中442,000人居住於西斯凱以外）。然而，該人口普查的數字只包括科薩人，並未計算作為少數的白人以及有色人。西斯凱當地人與外來農民工的人口比例不斷變化。
到了1991年時，西斯凱人口為847,000人（包括所有族群）。當時有超過6,000,000個科薩人，其中大約839,000人住在西斯凱。

### 引用
1. ↑  B.), Peires, J. B. (Jeffrey. . Jonathan Ball. 2005. ISBN 978-1868421596. OCLC 61529352.
2. ↑  Mills, Wallace G. . Canadian Journal of History. August 1983, 18 (2): 265–267. ISSN 0008-4107. doi:10.3138/cjh.18.2.265.
3. 1 2 3 4  . publishing.cdlib.org.   [12 August 2018]. （原始内容存档于2018-08-12）.
4. 1 2 3 4  . publishing.cdlib.org.   [12 August 2018]. （原始内容存档于2018-08-12）.
5. 1 2 3   (PDF).   [20 August 2018]. （原始内容存档 (PDF)于2018-08-19）.
6. 1 2 3 4 5 6 7   (PDF).   [11 September 2018]. （原始内容存档 (PDF)于2018-09-11）.
7. 1 2 3  Cameron, Trewhella; Spies, S.B. (编).  1. Jonathan Ball Publishers, Johannesburg. 1980: 79 [1986]. ISBN 978-0-86850-118-5.
8. 1 2  Boyce, A.N.  3. Juta & Company, Limited. 1971: 700 [1969].
9. ↑  Bulpin, T.V. Mayhew, Vic; Duncan, Tony; Handler, Rosemund , 编.  2. Reader's Digest. 1980: 152. ISBN 978-0-620-04650-3.
10. 1 2  Boyce, A.N.  3. Juta & Company, Limited. 1971: 702 [1969].
11. ↑  . publishing.cdlib.org.   [12 August 2018]. （原始内容存档于2018-08-12）.
12. ↑  . publishing.cdlib.org.   [12 August 2018]. （原始内容存档于2018-08-12）.
13. 1 2 3 4  Lelyveld, Joseph. .   [12 August 2018]. （原始内容存档于2018-02-05）.
14. ↑  . publishing.cdlib.org.   [12 August 2018]. （原始内容存档于2018-08-12）.
15. ↑  . sabctrc.saha.org.za.   [18 August 2018]. （原始内容存档于2018-08-18）.
16. ↑  Sasha Polakow-Suransky, The Unspoken Alliance: Israel's Secret Relationship with Apartheid South Africa, (New York: Pantheon Books), 2010, p. 157.
17. ↑  . sabctrc.saha.org.za.   [9 September 2018]. （原始内容存档于2018-09-09）.
18. ↑  . publishing.cdlib.org.   [12 August 2018]. （原始内容存档于2018-08-12）.
19. ↑  Times, Alan Cowell and Special To the New York. .   [19 August 2018]. （原始内容存档于2018-08-19）.
20. ↑  . sabctrc.saha.org.za.   [9 September 2018]. （原始内容存档于2018-09-09）.
21. ↑  . 20 February 1987  [12 August 2018]. （原始内容存档于2018-08-12） –www.washingtonpost.com.
22. ↑  . South African History Online. 16 March 2011  [18 August 2018]. （原始内容存档于2018-08-18）.
23. ↑  PARKS, MICHAEL. . 27 September 1986  [19 August 2018]. （原始内容存档于2018-08-19） –LA Times.
24. ↑  . www.justice.gov.za. SAPA.   [7 September 2018]. （原始内容存档于2011-03-03）.
25. ↑  . www.justice.gov.za. SAPA.   [7 September 2018]. （原始内容存档于2011-03-03）.
26. ↑  . sabctrc.saha.org.za.   [9 September 2018]. （原始内容存档于2018-09-09）.
27. ↑  . sabctrc.saha.org.za.   [9 September 2018]. （原始内容存档于2018-09-09）.
28. 1 2  Ronnie Kasrils. . FinancialMail.co.za. 2004-05-07  [2010-12-22]. （原始内容存档于2013-04-21）.
29. 1 2  . GreenLeft. 1992-09-30  [2010-12-22]. （原始内容存档于2010-10-25）.
30. 1 2 3  Nohlen, Nuscheler: Dritte Welt, S. 418

### 來源
- Mager, A.K. (1999) Gender and the Making of a South African Bantustan: A Social History of the Ciskei, 1945–1959, Heinemann.
- Switzer, L. (1993) Power and Resistance in an African Society: The Ciskei Xhosa and the Making of South Africa, University of Wisconsin Press.

## 外部連結
- Ciskei – general information （页面存档备份，存于）
- African Studies Quarterly
- South African history site
- WHKMLA site （页面存档备份，存于）
- Creation of tribalism in Ciskei
- Ciskei International Airways CV-990 （页面存档备份，存于）
- Video showing a GIS time animation of the assembly of Ciskei （页面存档备份，存于）